# ملعب شامازي
ملعب شامازي هو ملعب كرة قدم يقع بمدينة مبغالا، دار السلام في تنزانيا، و هو المحتضن لمباريات نادي عزام و يتسع ل 7000 متفرج.

## روابط خارجية
- ملعب شامازي على موقع soccerway.com
- ملعب شامازي على يوتيوب